# Georges de Nassau-Dillenbourg
Georges Louis de Nassau-Dillenbourg (en allemand Georg Ludwig von Nassau-Dillenburg), né le 4 mars 1618 à Beilstein, décédé le 19 mai 1656 à Dillenburg, est un prince de Nassau-Dillenbourg.

## Famille
Fils de Louis-Henri de Nassau-Dillenbourg et de Catherine von Sayn-Wittgenstein, Georges Ludwig de Nassau-Dillenbourg épouse Anne-Augusta de Brunswick-Wolfenbüttel (1612-1673), (fille du duc Henri-Jules de Brunswick-Wolfenbüttel) en 1638.
Six enfants sont nés de cette union :
- Élisabeth de Nassau-Dillenbourg (1639-1641)
- Sophie de Nassau-Dillenbourg (1640-1712)
- Henri de Nassau-Dillenbourg, prince de Nassau-Dillenbourg
- Charlotte de Nassau-Dillenbourg (1643-1686), en 1685 elle épousa le comte Auguste de Legnica (†1679), veuve, elle épousa en 1680 le comte Ferdinand d'Aspremont Lynden (†1708)
- Élisabeth de Nassau-Dillenbourg (1652-1670)
- Anne de Nassau-Dillenbourg (1652-?)

Georges Louis de Nassau-Dillenbourg appartient à la lignée de Nassau-Dillenbourg, cette cinquième branche est issue de la seconde branche de la Maison de Nassau. La lignée de Nassau-Dillenburg appartient à la tige Ottonienne qui donna des stathouders à la Hollande, la Flandre, les Provinces-Unies, un roi à l'Angleterre et l'Écosse en la personne de Guillaume III d'Orange-Nassau. La lignée de Nassau-Dillenbourg s'éteint en 1739.